# Дрожжин, Сергей Фёдорович
Сергей Фёдорович Дрожжин (10 июля 1968) — советский и российский футболист, полузащитник, тренер.
Воспитанник воронежского футбола. Начинал играть в дубле местного «Факела» в 1984—1985 годах, когда клуб выиграл первенство первой лиги и год отыграл в высшей. В дальнейшем играл в клубах второй и третьей (1994) лигах СССР и России «Копетдаг» Ашхабад (1989), «Сурхан» Термез (1990), «Дружба» Будённовск (1992), «Кавказкабель» Прохладный (1992—1993), «Шахтёр» Шахты (1994).
В 2008—2012 годах — тренер женского клуба «Энергия» Воронеж, который в эти годы стал серебряным (2010) и бронзовым (2009, 2012) призёром чемпионата России, а также финалистом Кубка России (2010). Живёт в Воронеже. В 2009 году в нескольких матчах исполнял обязанности главного тренера клуба.